# Política de puertas abiertas

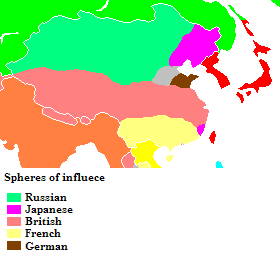
Las esferas de influencia en China antes de la Política de puertas abiertas.

La política de puertas abiertas es un concepto en relaciones exteriores y economía. Como teoría originalmente postulaba que debían existir las mismas condiciones comerciales de las grandes potencias en China. Con base en los Tratados desiguales firmados entre China y las potencias existiría un acceso sin restricciones a los mercados comerciales chinos. Esta política se origina con las prácticas comerciales británicas, las cuales se reflejaban en los tratados comerciales con la Dinastía Qing china después de la primera guerra del Opio (1839-1842). A pesar de que la Política de puertas abiertas está generalmente asociada con China, fue reconocida en la Conferencia de Berlín de 1885, la cual declaró que ningún poder podía imponer aranceles preferenciales en la cuenca del Congo.

## Política de puertas abiertas de China
Como una política específica con respecto a China, sus primeros avances fueron hechos por los Estados Unidos en las Notas de Puertas Abiertas de septiembre-noviembre de 1899. En 1898, los Estados Unidos se habían convertido en una potencia en el Este de Asia por medio de la adquisición de las Filipinas, y cuando fue inminente la repartición de China por las potencias europeas y Japón, los Estados Unidos sintieron que sus intereses comerciales en China estaban siendo amenazados. El Secretario de Estado de los Estados Unidos John Hay envió notas a las principales potencias (Francia, Alemania, el Reino Unido, Italia, Japón y Rusia), pidiéndoles que declararan de manera formal que ellos defenderían la integridad territorial y administrativa de China y que no interferirían con el uso libre de los puertos chinos ubicados dentro de sus esferas de influencia en China. 
Como respuesta, cada nación evadió la petición de Hay, tomando la posición de que no se comprometerían hasta que los otros accedieran. Durante este período hubo una fuerte tensión económica. Sin embargo en julio de 1900, Hay anunció que cada nación había accedido en un principio. A pesar de los tratados realizados a partir de 1900 hacían referencia a la Política de puertas abiertas, la competencia entre las potencias por concesiones especiales dentro de China por los derechos de ferrocarriles, minería, préstamos, puertos de comercio exterior y demás, continuaron de manera constante.

### Falla de la política de puertas abiertas
En 1902, los Estados Unidos protestaron por la intromisión rusa en Manchuria después del levantamiento de los bóxers ya que era una violación de la Política de puertas abiertas. Cuando Japón reemplazó a Rusia en el Sur de Manchuria después de la guerra ruso-japonesa (1904-1905) los gobiernos japonés y estadounidense se comprometieron en mantener una política de equidad en Manchuria. En lo financiero, los esfuerzos estadounidenses hechos para preservar esta política llevaron en 1909 a la formación de un consorcio bancario internacional a través del cual se acordarían todos los préstamos hechos para la construcción de los ferrocarriles chinos; esto llevó en 1917 a otro intercambio de notas entre los Estados Unidos y Japón en las que hubo certidumbres renovadas de que la política sería respetada, pero también de que los Estados Unidos reconocían los intereses especiales japoneses en China (el Acuerdo Lansing-Ishii). La Política después se vio debilitada por una serie de acuerdos secretos (1917) entre Japón y los Aliados, ya que se le prometieron todas las posesiones alemanas en China a Japón después de la conclusión exitosa de la Primera Guerra Mundial.
La creciente desatención de la Política fue una de las razones principales para la convocatoria de la Conferencia de Washington (1921-1922) en Washington D. C.. Como resultado de la misma, de nuevo se reafirmó la integridad e independencia de China por medio de la Política de Puertas Abiertas. 
La captura de Manchuria por parte de los japoneses (1931) y la creación del Manchukuo contribuyeron al fin de la Política de Puertas Abiertas.

### La política de puertas abiertas en la China moderna
Al final de la Segunda Guerra Mundial, fue reconocida la posición de China como un estado soberano, y todas las concesiones especiales y Tratados desiguales fueron abolidos, excepto los tratados desiguales firmados con Rusia. Sin embargo, con la llegada al poder del Partido Comunista de China, la política fue rechazada hasta 1978 cuando Deng Xiaoping se comprometió a adoptar políticas que promovieran el comercio exterior y las inversiones económicas. Desde el final de la década de 1970, el término también ha sido usado por la República Popular China como una justificación en sus demandas con respecto al reconocimiento diplomático dado por varias naciones a la República de China en Taiwán.

## Legado
La Política de Puertas Abiertas ha sido muy importante ya que ha llevado al incremento del comercio internacional, la cooperación económica y la interdependencia entre las naciones. Esta teoría de Puertas Abiertas es una piedra angular de la idea de que el comercio es un derecho natural, y aunque los estados soberanos pueden contrarrestar tales políticas con actitudes aislacionistas, algo que no sería natural ya que como cita John Locke el comercio y la comunicación con otros es algo natural.